# 房建平
房建平（1910年3月—1992年2月1日），曾用名房昭荣、房桐轩，男，山东长清人，中国政治人物。曾任贵州省铜仁地区行政公署专员，第五届全国政协委员。

## 生平
1938年8月参加革命，1939年1月加入中国共产党。历任鲁西北抗日游击司令部第十支队机枪营青年工作团团长，长清县七区抗日第七乡大队长及党支部书记和七区抗日区公所文书，鲁西区一(泰西)专署印刷所所长及党支部书记，一专署秘书室油印股长、总务股长、行政科员，一专署财政、司法科科员等职。1943年调东阿县工作，历任四区民政助理员，一区区长，一区区委书记兼区长等职。1945年后，历任东阿县一、五区工商事务所主任，东阿县工商局局长兼财委主任。1947年7月任中共东阿县委社会部部长、东阿县公安局局长。1948年6月调任鲁西六(运东)专署工商出入口检查站站长。同年11月任中共河西县委社会部部长、河西县公安局局长。1949年2月，任六(运东)专署公安处副处长，不久随军南下江西，同年5月任中共金溪县委副书记。11月随军进军贵州，历任沿河县军政工作团政委，中共沿河县委书记、江口县委书记，中共铜仁地委统战部部长兼铜仁地区行署副专员，中共铜仁地委副书记兼铜仁地区行署专员等职。文化大革命期间受到冲击。1973年4月恢复工作后，任中共铜仁地委副书记、铜仁地区革命委员会副主任。1982年任中共铜仁地委顾问组组长。1983年12月离休。是第四届贵州省政协委员（1977年－1983年），第五届全国政协委员（1978年－1983年），贵州省书法家协会会员。1992年2月1日在贵州铜仁逝世。